# Newham
Il borgo londinese di Newham è un borgo di Londra che si trova nella parte orientale della città, nell'Outer London.

## Storia
Il borgo è stato creato dalla fusione delle aree dei precedenti borghi di contea di East Ham e di West Ham come un borgo della neonata "Grande Londra", il 1º aprile 1965.
Anche il quartiere di North Woolwich divenne parte del borgo di Newham (pur essendo stato in precedenza parte del borgo metropolitano di Woolwich, nella contea di Londra) insieme a una piccola area a ovest del fiume Roding che in precedenza aveva fatto parte del borgo municipale di Barking.
Il toponimo Newham è stato ideato ex novo per indicare questo borgo, formato dai due "Ham".
Il borgo di Newham ebbe grande rilievo mediatico a causa dell'improvvisa morte del conduttore trentaduenne della BBC Kristian Digby, rinvenuto cadavere nel suo appartamento all'indirizzo di Richford Road 15, il 1º marzo 2010.

## Amministrazione
A differenza di molti distretti inglesi, il consiglio di Newham è guidato da un sindaco eletto direttamente. Dal 2002 al 2009 uno dei consiglieri veniva nominato come "ambasciatore civico" e svolgeva il ruolo civico e cerimoniale in precedenza svolto dal sindaco; tuttavia, questo sistema venne definitivamente interrotto dal 2009.
Il borgo è considerato parte dell'Outer London perché la maggior parte di Newham non ha fatto parte della Contea di Londra dal 1889 al 1965. Il consiglio del borgo reclama, però, il riconoscimento ufficiale del borgo come parte dell'Inner London al fine di aumentare il suo livello di contributo pubblico di 60 milioni di sterline (Newham è un borgo dei più economicamente deprivati dell'intero Regno Unito).
Alle elezioni del 2010 nel borgo, il partito laburista ha vinto tutti i 60 seggi del consiglio. Sir Robin Wales è stato rieletto come sindaco borgo del sindaco con il 68% dei primi voti di preferenza espressi.
| Anno | Partito                                                    | Partito         | Sindaco eletto  | %                   |
| ---- | ---------------------------------------------------------- | --------------- | --------------- | ------------------- |
| 2002 |                                                            | Laburista       | Sir Robin Wales | 50,8% (20 384 voti) |
| 2006 | 47,9% (22 155 al primo turno, 5 406 voti al secondo turno) | Laburista       | Sir Robin Wales |                     |
| 2010 | 68,0% (64 748 voti)                                        | Laburista       | Sir Robin Wales |                     |
| 2014 | 61,2% (47 095 voti)                                        | Laburista       | Sir Robin Wales |                     |
| 2018 |                                                            | Laburista Co-op | Rokhsana Fiaz   | 73,4% (53 214 voti) |
| 2022 | 56,2% (35 696 voti)                                        | Laburista Co-op | Rokhsana Fiaz   |                     |

## Località
- Beckton
- Canning Town
- Custom House
- East Ham
- Forest Gate
- Little Ilford
- Manor Park
- North Woolwich
- Plaistow
- Silvertown
- Stratford
- Upton Park
- West Ham - dal 1889 al 1965 fu parte della contea metropolitana di West Ham. Il distretto è anche sede dell'omonimo club calcistico.